# Tótkeresztúr
Tótkeresztúr (korábban Krisevczi, szlovénül: Križevci) falu Szlovéniában, a Muravidéken, Péterhegy községhez tartozik.

## Fekvése
Muraszombattól 21 km-re északra, Péterhegytől 4 km-re délre, a Vendvidéki-dombság a Goričko északkeleti részén a Kis-Kerka partján fekszik. Szórt szerkezetű, szeres település, négy dombháton és három völgyben helyezkedik el öt szer és még néhány kisebb házcsoport. A 19. században a vidék legnagyobb települése volt. Közelében ered a Kis-Kerka patak.

## Története
A település első írásos említése 1405-ben történt "Kerezthwr" alakban, ezzel egyidejűleg egy "Mykola de Kerezthwr" nevű kisnemest is említenek. A falu 1409-ben, 1445-ben és 1431-ben is "Kerezthwr" néven szerepel a korabeli forrásokban.
Nevét a Szent Kereszt tiszteletére szentelt templomáról kapta. Nemesi nevekben 1444-ben "Ladislaus de Keresthwr", 1464-ben "Olah de Kerezthwr", 1483-ban "Ladislaus de Keresthwr", 1500-ban "Stephani Megyesfy de Kerezthwr" alakban szerepel. Az 1698-as egyházi vizitáció jegyzőkönyvében "Totkeresztur" néven említik a települést és Szent Kereszt templomát, mely Felsőszentbenedek Szent Benedek plébániatemplomának filiája volt.
A helyi evangélikus egyházközség II. József türelmi rendelete után két évvel, 1783-ban jött létre. A Vrej-dombon mai is álló templomot 1785-ban szentelték fel, később 1885-ben jelentősen megnagyobbították. Egyházközségéhez 21 környékbeli falu tartozott, 1790-ben híveinek száma 3888 volt. 1872-ben a régi Szent Kereszt templomot lebontották, a helyén temető létesült. A Kis-Kerka bal partján egy útkereszteződésben állt. 1890-ben Tótkeresztúrnak 929 lakosa volt, ebből 902 szlovén, 20 magyar és 7 német.
Vályi András szerint " KERESZTÚR. Tót Keresztúr. Népes falu Vas Várm. földes Ura több Urak,  lakosai katolikusok, és evangelikusok, fekszik Sz. Gothárdhoz 3 mértföldnyire, határja középszerű, javai külömbfélék, de földgye nagyobb részén sovány. " 
Fényes Elek szerint " Tót-Keresztúr, magyar-vindus falu, Vas vmegyében, ut. p. Lövő. Van 813 evang., 30 kath. lakosa, evang. anyatemploma. A kath. fiókegyházban tartatott azelőtt egy nagy ágyu és összelövöldözött vaskapu. Szőlőhegye jó bort terem; de különben határa sivatag, köves. Birják Niczky, Horváth, Muray, Medgyesi, Csányi és Rosty családok."
1910-ben 1162, többségben szlovén lakosa volt, jelentős magyar kisebbséggel.
A trianoni békeszerződés előtt Vas vármegye Muraszombati járásához tartozott, majd a Vendvidéki Köztársaság, utána a Szerb–Horvát–Szlovén Királyság (1929-től Jugoszlávia) vette birtokba. 1921-ben 1090 szlovént, 21 magyart, 3 németet és 3 egyéb lakost számláltak a településen. Közülük 1080 evangélikus és 28 katolikus volt. 1931-ben 971 lakosa volt. 1941-45 között újból magyar, után ismét jugoszláv fennhatóság alá került. 1991-ben 507, a 2002-es adatok szerint 437 lakosa volt.
Tótkeresztúr egykoron népes, fejlődő település volt, saját iskolával, üzletekkel, vendégházként is funkcionáló kocsmákkal, vágóhíddal, postával. A helyiek szerint városhoz volt hasonlatos. Mostanra jelentéktelen agrárfaluvá sorvadt.

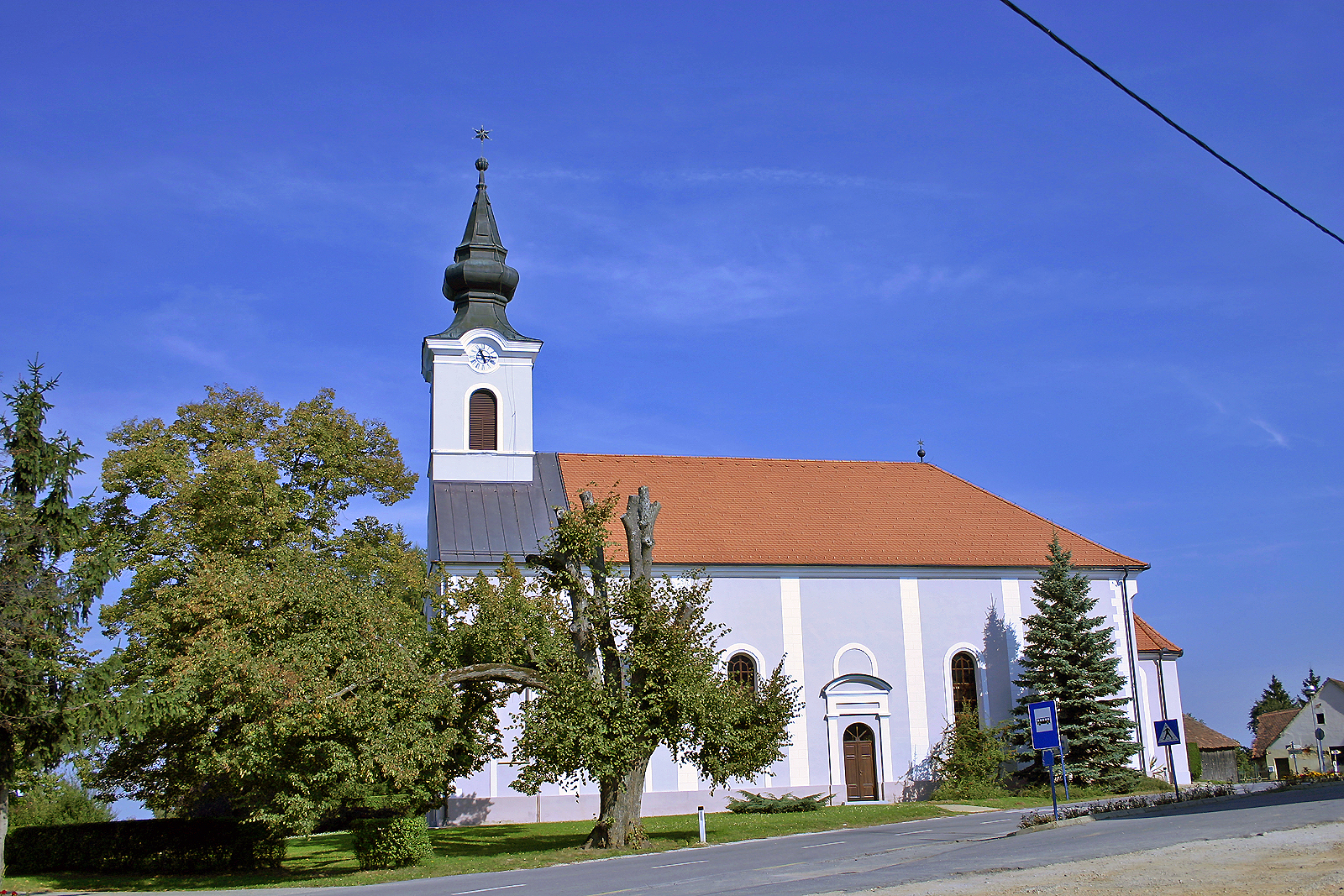
Az evangélikus templom

## Nevezetességei
- Evangélikus temploma 1785-ben épült, 1885-ben renoválták, 1982-ben teljesen megújították.
- A Kelemen-fűrészmalom 1974-ben épült.
- Hétszáz éves gesztenyefa, mely a templomtól a Titajni Breg felé menő út mellett áll. Magassága 20 méter, átmérője 3 méter.
- A környék és a település ismert helyi farsangi rendezvénye a "Borovo gostüvanje".

## Híres emberek
- Itt született Kardos László (1918 – 1980) néprajzkutató, szociológus, kultúrpolitikus.
- Itt született 1941. január 14-én Milan Kučan Szlovénia első köztársasági elnöke.